# Oswaldo Sánchez
Oswaldo Sánchez (Guadalajara, 21 september 1973) is een gewezen voetbaldoelman uit Mexico . Hij speelde sinds 2007 bij Santos Laguna en sloot bij die club in 2015 zijn loopbaan af. Sánchez nam met Mexico onder meer deel aan het WK voetbal 2006 in Duitsland.
Sánchez vertegenwoordigde zijn vaderland eveneens op de Olympische Spelen 1996 in Atlanta, waar de Mexicaanse ploeg onder leiding van bondscoach Carlos de los Cobos in de kwartfinales werd uitgeschakeld door de latere winnaar Nigeria. 